# Lycostomus restitutus
Lycostomus restitutus là một loài bọ cánh cứng trong họ Lycidae. Loài này được Bourgeois miêu tả khoa học năm 1885.